# キリグア
キリグア (Quiriguá) は、グアテマラ東端部、イサバル県のモタグア川中流域にある古典期に繁栄したマヤ遺跡のひとつである。
現在は、1981年に世界遺産に登録され、鉄道路線とモタグア川に挟まれたバナナ園の中央部に保存されている。

## 歴史

### キリグア王朝の起源
キリグアに人が住み始めたのは紀元200年ごろだと考えられているが、本格的に王朝が築かれたのは5世紀にはいってからである。まず、コパン王
キニチ・ヤシュ・クック・モー（最初の太陽・ケツアル鳥・コンゴウインコ）王の後見のもとにトク・「キャスパー」王が426年（長期暦で8.19.10.11.0.）に即位したのがはじまりである。このようにキリグアはコパンの衛星都市としてカリブ海とグアテマラ高地をつなぐ通商路で、銅、ヒスイ、カカオ豆、黒曜石の産地があるモタグア川流域を把握する拠点として築かれた。この時代に築かれた建物は3C-1と後のキリグアの中心部から4km離れた陸の上に築かれたグループAである。次に名前のわかっている王は、トゥトゥーム・ヨール・キニチであって、455年 (9.1.0.0.0.)のカトゥンの終了を祝って石碑を建てたことだけが記録としてわかっているだけである。キリグアで現在のところ確認されている最も古い石碑はグループAの石碑U（記念碑21号）である。石碑Uには、9.2.5.0.0.（480年）の日付が刻まれ、コパン王と思われるオチキン・カロームテの称号を持つ人物が後見してキリグアの「支配者3」が重要な儀式をおこなったことが刻まれている。その次に古い石碑が記念碑26号であって、493年の日付と3代目と4代目の王について記してあると思われる。この石碑は、グループ3C-7で発見された残りの部分が、1970年代にデルモンテ社がバナナ園を拡大しようとして掘削した溝の中から偶然発見され、つなぎ合わせると復元することができた。石碑Uと記念碑26号は、ティカルの石碑2号やワシャクトゥンの石碑20号の様式によく似た石碑の正面と側面を包むように笏をもった王の姿が刻まれるラップアラウンド様式である。
6世紀から7世紀のはじめごろになるとキリグアは、ハリケーンか火山の噴火のような大規模な自然災害に伴って興ったと思われる洪水で、古典期前期の遺構は分厚いシルト層に覆われた。グループAと3C-1は、埋もれずに残ったが、あらたにグループAの4km東に建設活動が始まった。それがグループ1Aと1Bである。グループ1Aで最も古いのは、「巨大なアハウの祭壇」と呼ばれる祭壇Lで、9.11.0.0.0.（652年）の日付が刻まれている。祭壇Lには、足を組んだ王の姿でアハウの日付をあらわし、キリグア王家の称号であるカウィール神の名前と支配者5の名前が不明瞭であるが刻まれている。また、祭壇Lの王の肖像の周囲を囲むように刻まれた銘文には、コパン王「煙イミシュ」の名前があり、9.11.0.0.0.から231日後によって行なわれた出来事について記している。現在のところ、「ツアク・フリ」と呼ばれる、カトゥンの終了に際して行なわれた降霊を目的とした踊りを行なう儀式について記述したという説が有力である。

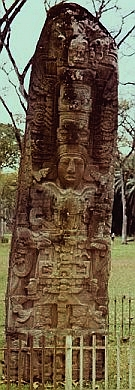
キリグアの石碑D

### 英主カック・ティリウ・チャン・ヨアートの即位とコパンの打倒
650年から70年近くキリグアの歴史は空白であるが、724年12月29日にカック・ティリウ・チャン・ヨアート（K’ak’ Tiliw Chan Yoaat, 燃える空・雷の神、位724年 - 785年）、通称「カウアク空」（以下「カック・ティリウ」という。）と呼ばれる王がコパン王ワシャクラフン・ウバフ・カウィール（通称「18ウサギ」、「18ジョッグ」）の後見のもとに即位した。カック・ティリウは、20代後半から30代前半くらいだったと思われ、コパンに従属するキリグアの地位に忸怩たる想いがあったのかもしれない。カック・ティリウの二代後の「ヒスイ空」の治世に建てられた石碑Iには、736年にカック・ティリウが石碑を建てたと記述をする銘文があり、その行為は、「チーク・ナーブの神聖王」、すなわち、北方の大国カラクムルの王と関連付けて語られているため、カラクムルと接触していたとも考えられる。
ついに738年、カック・ティリウは、コパン王ワシャクラフン・ウバフ・カウィールを捕らえて斬首した。この事件は738年事件と呼ばれ、コパンの碑文の記録では槍と盾によって戦死したと記述されており、戦争で名誉の戦死をしたことになっている。カック・ティリウは一時的にコパンを支配したと考えられ、「14代目の王」という称号とともにコパン王の称号と神の名を石碑に刻ませている。「14代目の王」とは、コパン第13代の王であるワシャクラフン・ウバフ・カウィールに代わる14代目の王という意味ではないかという説が有力である。
カック・ティリウはコパンを倒したことによってモタグァ川流域の交易を独占することに成功し、モタグア川流域そのものの人口も増大した。しかし、キリグア自体の人口は数千人程度であったと考えられている。カック・ティリウはコパンの都市プランをまねて一辺325mもの大きな儀礼広場を造り、グループ1Aに壮大な「アクロポリス」を建設した。モタグァ川を見下ろす西側にはコパンの装飾技法をとりいれて太陽神であるキニチの像が刻まれた。また「アクロポリス」の北側に壮大な球戯場が造られた。カック・ティリウは9.15.15.0.0.(746年)の石碑Sから5トゥン（ホトゥン）ごとに石碑を建立した。751年(9.16.0.0.0.)に建てられた石碑Hはコパンの石碑Jをまねて斜格子文状に銘文が刻まれた。また756年(9.16.5.0.0.)には石碑Jが建立され、キリグアの石碑H及びJは、古風なラップアラウンド様式にならって3面にまたがって王の肖像が刻まれた。
さらに石碑Fは761年(9.16.10.0.0.)、石碑Dは766年(9.16.15.0.0.)、石碑Eは771年(9.17.0.0.0.)に建てられている。なかでも石碑Eは、高さ7.62mを誇り、マヤ地域ではもっとも背の高い石碑として知られている。キリグアには、シュクイという従属国があって、カック・ティリウはシュクイの王「日の出・ジャガー」の即位にあたって後見している。カック・ティリウが766年建てた石碑Dと獣形神Bと呼ばれる石彫を刻んだとき全身体の文字を刻ませた。獣形神Bは、山と宇宙のワニを組み合わせたイメージの精緻な石彫であり、それまでのキリグアの石碑に比べて技術的に優れている。そのような石碑を刻む技術を持った工人を連れて来られるほどの力を当時のキリグアが持っていたことを示している。カック・ティリウは、785年7月27日に亡くなり、かって「支配者2」と呼ばれた後継者の「空シュル」王によって埋葬された。その様子は、「空シュル」王が刻んだカメの形をした獣形神G（記念碑7号）の銘文に刻まれている。
獣形神Gには、カック・ティリウの魂は、「白い花の息」と比喩され、その「白い花の息」が死後の暗黒世界からトウモロコシの神が進んだ道をたどって再生に向かうための「道程についた」と表現されている。次にカメの形をした石の中へと読める表現は、獣形神Gそのものの石彫をあたわしているとも考えられるが、大地が宇宙に浮いているカメであるというマヤの宇宙観から、先王カック・ティリウの魂がカメとして表現される大地の中心へ入っていったことを表していると考えられる。続いてシュクイの王「日の出・ジャガー」に関することが刻まれてから10日後にカック・ティリウは、「13カワクの家」に埋葬されたと刻まれている。

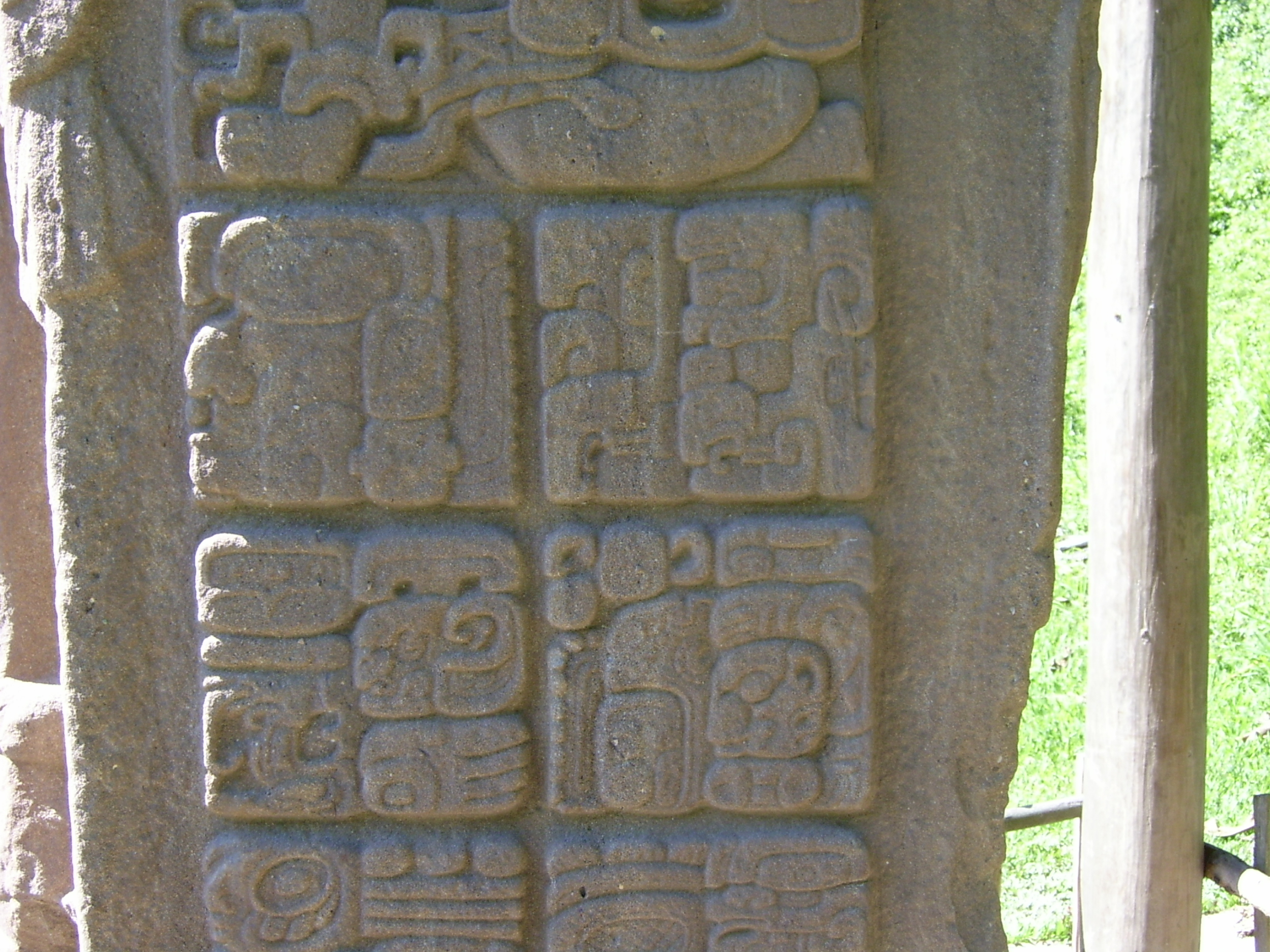
キリグアの石碑D背面の銘文。全身体の7アハウの文字の下半分が写真上方に見える。

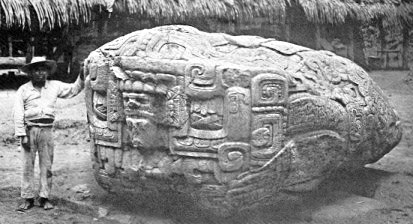
キリグアの獣形神B。モーズレーによる。

### キリグア王朝の衰退と滅亡
「空シュル」王は、785年10月11日（9.17.14.16.18.9エツナブ1カンキン）に即位し、その在位は、795年から800年の間のいずれかの年まで続いた。「空シュル」王は、獣形神Oを790年、獣形神Pを795年に刻ませている。これらの石彫は山とワニが組み合わされたのような形をしている。獣形神Gには、紀元前3114年のマヤ暦の起源に関連して、その年にすえられたという「ジャガーの王座の石」という文字が刻まれ、石碑Cに刻まれた創世神話で、炉のそばに安置されたヘビ（の神）の石、水（の神）の石、ジャガー（の神）の石のうちのひとつにたとえられていると考えられる。獣形神Pの表面は、葉状の渦巻きやヘビ、さまざまな神像とマヤ文字が隙間なく刻まれている。獣形神Pの牙を生やした口の中には足を組んで座り王権を表すカウィールの笏と盾をもった王の姿が刻まれている。獣形神Oと獣形神Pには、それぞれ対になる祭壇があって、獣形神Oの祭壇には、大地の上に浮かぶ雲の渦巻きにつつまれた雷神が刻まれている。獣形神Pの祭壇には炎の斧によって切り裂かれた大地の裂け目から名前がまだわかっていない「口からヘビを発する神」が顔をのぞかせているさまが刻まれている。獣形神Pは、先王カック・ティリウが埋葬された「13カワクの家」で「滴を撒き散らす儀礼」を行い、カック・ティリウに処刑されたコパン王ワシャクラフン・ウバフ・カウィールの記念碑がある場所で「踊り」が行なわれたという。カック・ティリウとワシャクラフン・ウバフ・カウィールを祀ったとされる記念碑は、祭壇Rと祭壇Sと考える説が有力であるが、建立の年代が不明である。祭壇Rと祭壇Sには、洞窟の中に座る王の姿が刻まれ、どことなくオルメカの祭壇を思い出させる。
「空シュル」王が795年から800年の間のいずれかの年に亡くなると、カック・ホル・チャン・ヨアート (Kak Jol Chan Yoaat)と本名が解読されている16代目の王の称号をもつ「ヒスイ空」が王となった。「ヒスイ空」の時代には、建造物1B-5と1B-1が完成した。ただし、実際には、王の名称に関して碑文での音声的な表現の仕方や動詞の接尾辞に微妙な変化がみられるため、「ヒスイ空」が単独であったか複数の王がいたのか、文字の用法の変化が起こったのか論争になっている。
「ヒスイ空」の治世に刻まれた石碑Iには、カック・ティリウ時代の栄光を振り返るようにカラクムルとの接触とコパン王の斬首に先行する6日前の「はじまりの出来事」に関しての記述がある。805年に建てられた石碑Kは、こぢんまりとした石碑でありキリグアの衰退を如実に表している。キリグアの建造物1B-1には、キリグアの最後の日付である9.19.0.0.0.（810年）が刻まれている。この碑文には「ヒスイ空」とコパン王ヤシュ・パサフがともにカトゥンの終了を祝う儀礼を行なったことを刻んでいる。宿敵であった両都市の王が権威を失いつつある支配階級として利害が一致したために和解に至ったという説もあるが、実際のところは不明である。キリグアは、「ヒスイ空」の後まもなく放棄されることになる。しかし、その後キリグアには、いずこからか鉛釉土器をもち、チャクモールを刻んで建てた集団が住み着いてアクロポリスの増築を行なっている。この集団はおそらくユカタンからやってきたと思われる。

### キリグア王朝の歴代君主
- トク・「キャスパー」 (Tok ‘Casper’) / 426年 - 不詳
- トゥトゥーム・ヨール・キニチ (Tutuum Yohl K'inich) / 455年前後
- 「支配者3」 (Ruler 3) / 480年ごろ
- 「支配者4」 (Ruler 4) / 5世紀末？ - 6世紀初頭？
- 「支配者5」 (Ruler 5) / 652年前後
- カック・ティリウ・チャン・ヨアート （K'ahk' Tiliw Chan Yopaat、「カウアク空」）/ 724年 - 785年
- 「空シュル」 (Sky Xul) / 785年 - 795年以降800年以前
- 「ヒスイ空」（カック・ヨル・チャン・ヨアート?Kak Jol Chan Yoaat?、「Jade Sky」）/ 795年以降800年以前 - 810年以降

## キリグアの近現代
キリグアの価値が初めて公にされたのは、1840年にジョン・ロイド・スティーヴンズ (John Lloyd Stephens)とフレデリック・キャザウッド (Frederick Catherwood)が訪れて以来である。当時の情勢が彼らにとってあまり都合の良いものでなかったため、短期間にとどまったが、キャザウッドは、その短期間の間に2基の石碑の見事なスケッチをし、その絵はスティーヴンズの著書「中央アメリカ、チャパス、ユカタンの旅での出来事」 (Incident of Travel in Central America, Chiapas and Yucatan)に簡単な説明つきで載っている。
キリグアについてもっと長い記述をしたのは、ドイツ人探検家カール・シェルツアー (Karl Scherzer)の著作である。アルフレッド・モーズレー (Alfred Maudslay)は、1881年、1882年、1883年、キリグアで宿営し、詳細な調査と視覚に訴える石碑、石彫などあらゆる記念物の写真記録と小規模な発掘調査、マヤ文字の刻まれた石碑や主要な石彫の石膏型をとって、論文を著した。石膏型は大英博物館へ送られた。モーズレーは、1894年に再びキリグアを訪れた。1910年、ユナイテッド・フルーツがキリグアを買い取り、遺跡の周囲はすべてバナナ農園となった。バナナ農園はキリグアの周囲30エーカー（約121,000m2）に及んだ。ニューメキシコのサンタフェのアメリカ考古学院（後の先端研究学院 (School for Advanced Research) ）のエドガー・リー・ヒュウェット (Edgar Lee Hewett) とシルヴァヌス・モーリーによって1910年から1914年にかけて調査が行われた。キリグアの石碑からヒュウェットによって石膏の鋳型から造られたキリグアの石碑のレプリカは、1915年カリフォルニア州サン・ディエゴで行なわれたパナマ・カリフォルニア博覧会 (Panama-California Exposition)で展示された。Aldous Huxley 卿は、キリグアの石碑や記念碑について「これは人間の時間と事物に対する勝利であるとともに、時間と事物の人間に対する勝利である。」と評している。1970年にグアテマラの国立記念物 (Monumento Nacional) に指定され、1975年に遺跡公園 (Parque Arqueológico) が開設された。1975年から1980年を通してペンシルベニア大、ナショナル・ジオグラフィック・ソサエティとグアテマラ政府がスポンサーとなってキリグアの調査プロジェクトが行なわれた。1981年にその卓越した石彫のすばらしさから世界遺産に登録された。

## 登録基準
この世界遺産は世界遺産登録基準のうち、以下の条件を満たし、登録された（以下の基準は世界遺産センター公表の登録基準からの翻訳、引用である）。
- (1) 人類の創造的才能を表現する傑作。
- (2) ある期間を通じてまたはある文化圏において、建築、技術、記念碑的芸術、都市計画、景観デザインの発展に関し、人類の価値の重要な交流を示すもの。
- (4) 人類の歴史上重要な時代を例証する建築様式、建築物群、技術の集積または景観の優れた例。